# Black Jackets
Die Black Jackets sind eine Bande von Jugendlichen und Erwachsenen. Sie wurde 1985 gegründet und ist zurzeit in zwölf Bundesländern mit sogenannten „Chaptern“ (Orts- oder Landesclubs) vertreten. Optisch und organisatorisch orientiert sich die Gang an der Rocker-Subkultur, obwohl sie kein Motorcycle Club im engeren Sinne ist, da der Besitz eines Motorrads keine Mitgliedsvoraussetzung ist. Sie gehören damit zu den sogenannten Streetgangs, die nicht von allen Angehörigen der Rockerszene als Teil der Kultur betrachtet werden.

## Geschichte und Struktur
1985 schlossen sich 18- bis 20-jährige Männer aus der Türkei, aus Italien und aus dem ehemaligen Jugoslawien unter Führung des Jugendlichen Sedat K. im Heidenheimer Jugendhaus Castell zu einer informellen Gruppe zusammen. Um die Zusammengehörigkeit der Gruppe nach außen zu zeigen, zogen alle Mitglieder schwarze Bomberjacken an und die Gruppe benannte sich „Black Jackets“. Durch eine Mitgliedschaft in der Gruppierung fühlten sich die Einwanderer damals selbstbewusst.
Die Struktur der Black Jackets basiert auf autonomen Chaptern (Ortsgruppen) mit Presidents (örtlichen Anführern), Members (Mitgliedern), Prospects (Probemitgliedern) und Supportern (Unterstützern). Laut Polizeiangaben 2011 sollen sich im Raum Baden-Württemberg 500 aktive Mitglieder befunden haben.

## Auseinandersetzungen
Im Januar 2009 schlugen 10 bis 15 Mitglieder des Chapters Stuttgart-South Central zwei russischstämmige Männer vor dem Jugendhaus Anna in der Gnesener Straße mit Teleskopschlagstöcken nieder. Die Opfer wurden schwer verletzt. Zwei der Täter wurden im Juli 2009 vom Amtsgericht Stuttgart-Bad Cannstatt zu Strafen von elf und 24 Monaten Freiheitsstrafe verurteilt. Diese wurden jedoch zur Bewährung ausgesetzt, wobei der Haupttäter bereits unter Bewährung stand.
Am 27. Juni 2009 schlugen 22 vermummte Mitglieder des Chapters Stuttgart-South Central auf türkische Jugendliche auf dem Pausengelände der Esslinger Waisenhofschule ein. Die Opfer wurden mit Baseballschlägern, Teleskopschlagstöcken und Eisenstangen angegriffen und zum Teil schwer verletzt, einer von ihnen lag wochenlang im Koma. Der Grund des Überfalls war eine angebliche Provokation durch einige der Opfer, die der rivalisierenden Esslinger Gang La Fraternidad (LF) angehörten. Die Bande hatte sich an diesen rächen wollen. Die Bandenmitglieder wurden kurz nach der Tat bei einer Razzia von 170 Polizeibeamten festgenommen. Gegen 21 von ihnen fand über mehrere Jahre die Hauptverhandlung vor einer Großen Jugendkammer des Landgerichts Stuttgart statt. Die Anklage lautete auf dreifachen versuchten Mord, gefährliche Körperverletzung und schweren Landfriedensbruch. Die Verhandlung fand aus Sicherheitsgründen in der Mehrzweckhalle der JVA Stammheim statt. Ein weiterer Beschuldigter wurde wegen Beihilfe zur gefährlichen Körperverletzung angeklagt, kam anschließend aber auf freien Fuß. Einige Monate nach dem Vorfall löste sich das Chapter Stuttgart-South Central auf. Am 15. Oktober 2012, nach jahrelanger U-Haft, wurden sie zu langjährigen Freiheitsstrafen verurteilt. Ein 22-jähriger Haupttäter bekam mit sieben Jahren und neun Monaten die längste Freiheitsstrafe.
Im August 2009 wollten 150 bis 200 Mitglieder der Black Jackets, die aus verschiedenen Städten angereist waren, den President des Chapters Horb am Neckar stürzen. Die Polizeidirektion Freudenstadt verhinderte den Kontakt zu dem Mann. Einige Monate nach dem Vorfall löste sich auch das Chapter Horb am Neckar auf.
Im Mai 2010 kam es in Rottweil seitens der United Tribuns zu gewaltsamen Übergriffen gegen Angehörige der Black Jackets. Daraufhin mobilisierten die Black Jackets landesweit einige hundert Mitglieder, um sich für das Geschehen an den Rottweiler United Tribuns zu rächen. Der Polizei gelang es, die Auseinandersetzung durch landesweite Polizeimaßnahmen zu verhindern.
Im Dezember 2010 griffen in Pforzheim rund 20 Mitglieder der United Tribuns vier Mitglieder der Black Jackets in einem Auto an. Einige Stunden nach dem Vorfall wollten etwa 500 Mitglieder der Black Jackets, die aus verschiedenen Städten angereist waren, sich an den Tätern rächen. Die Polizeidirektion Pforzheim verhinderte den Kontakt zu den Tätern.
Am 25. Oktober 2011 vollzog die Polizei eine Razzia in mehreren Wohnungen von Mitgliedern der Black Jackets im Kreis Ludwigsburg. Dabei wurden Drogen, Waffen und Diebesgut beschlagnahmt sowie mehrere Mitglieder der Gruppierung festgenommen.
Am 21. Dezember 2012 wurde ein Mitglied der Black Jackets von mutmaßlichen Mitgliedern der Red Legion erstochen. Bei der Auseinandersetzung wurden weitere fünf Männer schwer verletzt.
Am 23. Januar 2013 wurden bei einer Razzia im Raum Bonn fünf den Black Jackets nahestehende Personen festgenommen und 33 Wohnungen durchsucht; auf das Konto der Gruppierung sollen mehrere Überfälle im Stadtteil Bad Godesberg gehen.
Ebenso im Januar 2013 wurden in Villingen-Schwenningen der Chef und Vizechef der neu formierten rockerähnlichen Black Warriors wegen des Verdachts auf Menschenhandel festgenommen. Dabei stellte sich heraus, dass einer der beiden Mitbegründer der mittlerweile aufgelösten Black Jackets in Pforzheim war.
Am 16. Februar 2013 wurde ein Mitglied der Black Jackets Westend in Bergheim/Quadrath-Ichendorf nach einem Streit in einem Kiosk vom Kioskbesitzer erschossen.
Im März 2013 nahm die Polizei, aufgrund einer Auseinandersetzung zwischen zwei Banden im Februar 2013, in Ulm zwei Mitglieder der Black Jackets in einem Bordell fest und beschlagnahmte verschiedene Waffen.
Im Oktober 2013 wurde ein Mitglied der Black Jackets wegen erpresserischen Menschenraubs und gefährlicher Körperverletzung zu vier Jahren und einem Monat Gefängnis verurteilt.
Im November 2013 verhinderte die Münchner Polizei einen Konflikt zwischen Black Jackets und Hells Angels.
Objekte der Black Jackets München wurden im Februar 2014 von der Polizei durchsucht und einzelne Mitglieder wegen Verstoßes gegen
das Betäubungsmittel- und Waffengesetz sowie diverser Körperverletzungsdelikte festgenommen.
Am 30. Mai 2014 kam es in Aachen zu einer Auseinandersetzung zwischen vier Mitgliedern der Black Jackets und einem 21-jährigen Jugendlichen. Das Opfer wurde mit Schlägen und Tritten malträtiert und anschließend beraubt. Am 13. Juni 2014 nahm die Aachener Kriminalpolizei vier mutmaßliche Täter fest. Des Weiteren wurden die Wohnungen der Betroffenen durchsucht. Ihnen werden diverse Körperverletzungsdelikte sowie ein Fall von erpresserischem Menschenraub vorgeworfen.
Im April 2016 kam es in Heidenheim zu einer Auseinandersetzung zwischen den United Tribuns und den Black Jackets, bei denen ein Mann starb und ein anderer schwer verletzt wurde. Ein Gericht verurteilte daraufhin ein Mitglied der Black Jackets wegen „Totschlags und versuchten Totschlags in Tateinheit mit schwerer Körperverletzung“ zu 13 Jahren Haft.
Am 10. Juni 2020 kam es zu einem Zwischenfall in München, aus dem eine Auseinandersetzung zwischen den Black Jackets und den Hells Angels resultierte. Im Rahmen dieser Auseinandersetzung kam es zu Verhaftungen.

## Name und Symbole

Das Logo der Black Jackets

Die Bande wird auch Black Jackets 210 oder BJ 210 genannt. Der zweite Buchstabe des Alphabets ist das B und der zehnte das J, die 210 steht somit für BJ, eine Abkürzung von Black Jackets.
Black Jackets bedeutet „Schwarze Jacken“ und deutet darauf hin, dass die Mitglieder ausschließlich schwarze Jacken tragen. Als Backpatch wird eine Bulldogge mit einem Nietenhalsband verwendet. Darüber steht Black Jackets und darunter Forever Friends, was Für immer Freunde bedeutet, sowie horizontal das Gründungsdatum 1985. Der Schriftzug ist weiß auf schwarz.

## Bekannte Mitglieder
- Toni der Assi